# Анадолски рок
Анадолският рок (на турски: Anadolu rock), понякога неточно наричан турски рок, е смес от турска фолк и рок музика.
Възниква в средата на 1960-те години, скоро след като рок групи като The Beatles, Rolling Stones, Led Zeppelin, Yes, Status Quo и Omega станаха популярни в Турция. Примерите за този стил включват турски музиканти като Джем Караджа, Баръш Манчо, Еркин Корай, Фикрет Къзълок, Селда Багцан, Еркут Тацкин, Шахит Обен, Селчук Алагьоз, Едип Акбайрам заедно с банди като Moğollar, Kıraç, Silüetler, 3 Hürel, Kurtalan Ekspres, Grup Çağrışım, Mavi Işışılar, Kalışışılar. Днес анадолският рок включва музика, извлечена както от традиционната турска народна музика, така и от рока .

## История и развитие
В края на 50-те години на миналия век турски певци като Ерол Бююкбурч започват да издават англоезични кавър версии на американски песни, както и свои собствени песни. В началото на 60-те години турските групи започват да изпълняват инструментали като тези на The Shadows и The Ventures. Въпреки че често са популярни местни изпълнители, тези турски групи рядко са били записвани. Първата оригинална турскоезична поп песен е „Ayrılanlar İçin“, издадена през 1964 г. от Тимур Селчук. Появиха се и други певци, включително Баръш Манчо, който за първи път записва в началото на 60-те години на миналия век, преди по-късно да оглави растежа на турската рок музика през 70-те години с албуми като 2023 (1975).В същото време турското общество започва да претърпява значителни културни промени, включително нарастването на многопартийната демокрация в региона. 
Турските музиканти също редовно се изявяват на конкурентни европейски музикални фестивали. През 1964 г. Тюлай Герман изпълнява песента „Burçak Tarlası“ на Балканския музикален фестивал в стил боса нова и веднага става популярна. В резултат на това вестник Hürriyet организира конкурс „Златен микрофон“ (Altın Mikrofon), за да насърчи развитието на популярна турска музика чрез нови композиции или чрез използване на местни източници. Това помогна за идентифицирането на ново поколение музиканти, включително групите Mavi Işıklar и Silüetler, както и музикантите Джем Караджа, Селчук Алагьоз и неговата сестра Рана Алагьоз.
Вътрешната рок музикална сцена в Турция се разраства бързо в средата и края на 60-те години. От 1968 до около 1975 г., психеделичен рок става популярен в Турция, най-вече на работата на китарист Еркин Корай,се разглежда като „огромно влияние фигура в Истанбул музикална сцена“.На групата Moğollar се приписва „промяната на пейзажа на турския рок чрез включване на елементи от анадолската народна музика“ и след запис във Франция като Les Mogols, наименува своя музикален жанр Anadolu Pop. Друг пионер, Фикрет Кизилок, комбинира стила на Анадолският поп с откровено политически текстове и експерименти с електронна музика.

## Свързани музиканти и групи
Тъй като други рок жанрове придобиха популярност в Турция, анадолският рок също започна да се разнообразява. През последното десетилетие се наблюдава ръст от турски рок групи като Mor ve Ötesi, Gece Yolcuları, Almora, Kurban, Kargo, Duman, Vega, Çilekeş, Redd, Altın Gün, Nemrud, Makine, Gripin, Derya Yıldırım & Grup Şimşek, и maNga, като последната спечели наградата „най-добра рок група“ в почти всички анкети през 2005 г.Освен това, в резултат на турската миграция към Германия, няколко турски корени ленти също са еволюирали в Германия – например през 1980 г. като алтернативни групи: Unlu (от 1981 г., в началото на име Fahrstuhl) и на The Trial (от 1985 г.).Влиянията, действащи върху всички тези групи, попадат в широк спектър от жанрове, от Сиатълски саунд до хеви или дуум метъл и рапкор. Следователно анадолският рок се отнася до сливане на широка селекция от западни рок поджанрове с традиционно турско звучене или дори рок музика с турски текстове. Такова културно сливане доведе до развитието на рок музиката в Турция.
Освен това има отделни скални изпълнителите, които са придобили успех като Айна, Мурат Гьогебакан, Халук Левент, Себнем Ферах, Гюлкетин Каан, Барис Акарсу, Огюн Санлисой, Демир Демиркан, Хайко Цепкин, Асли Гьокйокус, Нев, Айлин Аслъм, Емре Айдън, Кирач, Йозлем Текин и Теоман. До края на 80-те години в Турция се формират няколко метъл групи като Mezarkabul (Pentagram) и Diken.